# Ierland op het Eurovisiesongfestival 1987
Ierland nam deel aan het Eurovisiesongfestival 1987 in Brussel, België.
Het was de 21ste deelname van Ierland aan het festival.
De nationale omroep RTE was verantwoordelijk voor de bijdrage van Ierland voor 1987.

## Selectieprocedure
De Ierse Nationale finale werd gehouden op 8 maart 1987 werd uitgezonden door de RTÉ en werd gepresenteerd door Marty Whelan.
Negen acts deden mee in de finale en de winnaar werd gekozen door een expertjury.

| Volgorde | Lied                          | Artiest            | Punten | Plaats |
| -------- | ----------------------------- | ------------------ | ------ | ------ |
| 1        | "I'm In A Tizzy"              | Rosie Hunter       | 67     | 7      |
| 2        | "Louise"                      | Jody McStravick    | 60     | 8      |
| 3        | "Are You Shy"                 | Charlie McGettigan | 75     | 3      |
| 4        | "Ó D'Imigh Tú Uaim"           | Valerie Armstrong  | 71     | 4      |
| 5        | "All My Life"                 | Spyder Simpson     | 69     | 5      |
| 6        | "Whisper Whisper"             | Loudest Whisper    | 51     | 9      |
| 7        | "Every Single Move She Makes" | Paul Duffy         | 95     | 2      |
| 8        | "You're Not Around"           | Jenni Stanley      | 68     | 6      |
| 9        | "Hold me now"                 | Johnny Logan       | 114    | 1      |

## In Brussel
In België moest Ierland aantreden als 20ste, na Denemarken en voor Joegoslavië. Op het einde van de puntentelling bleek dat Ierland gewonnen had met 172 punten. Logan ontving in totaal 8 keer het maximum aantal punten van 12. Nederland en België gaven elk 12 punten voor deze inzending.

### Gekregen punten

#### Finale
| 12 punten                                                                                         | 10 punten                      | 8 punten                        | 7 punten | 6 punten                  |
| ------------------------------------------------------------------------------------------------- | ------------------------------ | ------------------------------- | -------- | ------------------------- |
| - België - Finland - Italië - Nederland - Oostenrijk - Verenigd Koninkrijk - Zweden - Zwitserland | - Luxemburg - Spanje - Turkije | - Cyprus - Noorwegen - Portugal |          | - Duitsland - Joegoslavië |
| 5 punten                                                                                          | 4 punten                       | 3 punten                        | 2 punten | 1 punt                    |
| - Denemarken                                                                                      | - Israël                       |                                 |          | - Frankrijk               |

### Punten gegeven door Ierland

#### Finale
Punten gegeven in de finale:
| 12 punten | Italië              |
| 10 punten | Frankrijk           |
| 8 punten  | Cyprus              |
| 7 punten  | Duitsland           |
| 6 punten  | Nederland           |
| 5 punten  | Israël              |
| 4 punten  | Denemarken          |
| 3 punten  | Verenigd Koninkrijk |
| 2 punten  | Noorwegen           |
| 1 punt    | Joegoslavië         |

1965 · 1966 · 1967 · 1968 · 1969 · 1970 · 1971 · 1972 · 1973 · 1974 · 1975 · 1976 · 1977 · 1978 · 1979 · 1980 · 1981 · 1982 · 1983 · 1984 · 1985 · 1986 · 1987 · 1988 · 1989 · 1990 · 1991 · 1992 · 1993 · 1994 · 1995 · 1996 · 1997 · 1998 · 1999 · 2000 · 2001 · 2002 · 2003 · 2004 · 2005 · 2006 · 2007 · 2008 · 2009 · 2010 · 2011 · 2012 · 2013 · 2014 · 2015 · 2016 · 2017 · 2018 · 2019 · 2020 · 2021 · 2022 · 2023 · 2024 · 2025